# BCU International Stadium
Het BCU International Stadium is een multifunctioneel stadion in Coffs Harbour, een stad in Australië. Tussen 2007 en 2010 heette het stadion BCU International Stadium Coffs Coast International Stadium. Het stadion is onderdeel van de Coffs Coast en Leisure Park. In het stadion is plaats voor 20.000 toeschouwers.waarvan ongeveer 1000 zitplaatsen zijn. Het werd geopend in juni 1994. Het stadion wordt gebruikt voor onder andere voetbal, rugby, Australian football, cricket en concerten.

## Australië – Amerikaans-Samoa
Zie Voetbalinterland Australië - Amerikaans-Samoa 2001 voor details van deze wedstrijd.
In 2001 vond in dit stadion de wedstrijd plaats tussen Australië en Amerikaans-Samoa. De wedstrijd werd gespeeld tijdens de kwalificatie voor het wereldkampioenschap voetbal van 2002 en eindigde in 31–0, de grootste uitslag die ooit heeft plaatsgevonden tussen twee bij de FIFA aangesloten landen. 